# Łada 2101
WAZ 2101 (Żiguli / Łada 1200) – samochód osobowy produkowany przez Wołżańską Fabrykę Samochodów (WAZ) w ZSRR w latach 1970-1988 na licencji włoskiej firmy Fiat.

## Opis modelu

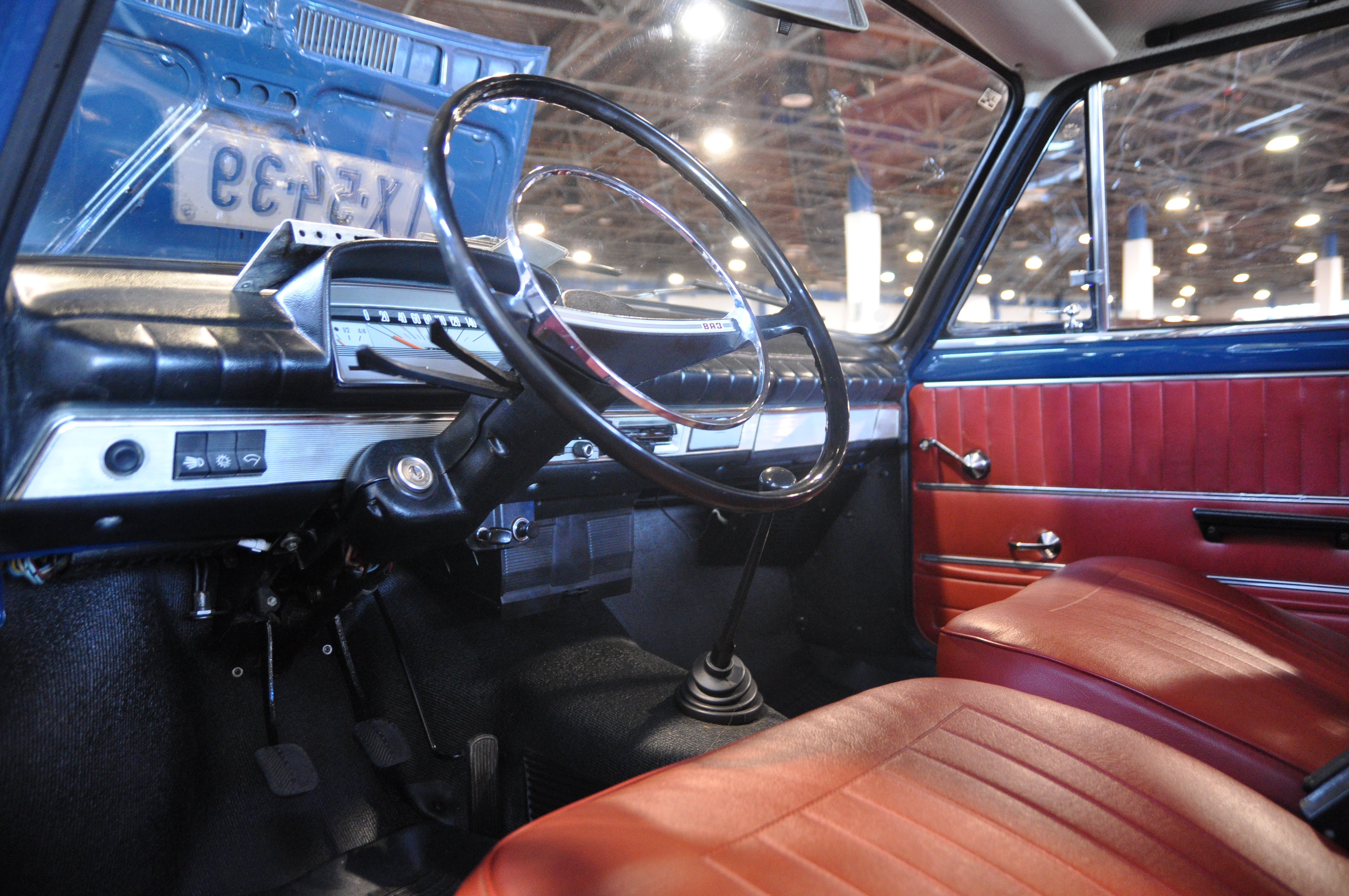
Wnętrze pojazdu

Samochód noszący oznaczenie fabryczne WAZ 2101, nazwany w ZSRR Żiguli (Жигули), a na eksport sprzedawany pod marką Lada (Łada), był pierwszym modelem samochodu fabryki WAZ z Togliatti. Jego produkcję rozpoczęto 19 kwietnia 1970 roku na mocy umowy licencyjnej podpisanej w sierpniu 1966 roku między władzami ZSRR a włoskim koncernem FIAT, po czteroletnim procesie budowy Wołżańskiej Fabryki Samochodów. Łada 2101 jest licencyjną odmianą produkowanego w latach 1966-1972 samochodu Fiat 124. Przed rozpoczęciem seryjnej produkcji w Ładzie 2101 dokonano około 800 zmian i modernizacji mających na celu dostosowanie tej konstrukcji do warunków drogowych Związku Radzieckiego. Modyfikacje przeszły: skrzynia biegów, tylny most i tylne zawieszenie oraz układ hamulcowy, w którym zastąpiono tylne hamulce tarczowe aluminiowymi bębnami. Dodatkowo zwiększono prześwit, zmieniono klamki zewnętrzne oraz fotele. Zmiany objęły również konstrukcję nadwozia, które uzyskało dodatkowe wzmocnienia oraz jednostkę napędową, w której zwiększono z 73 mm do 76 mm średnicę cylindrów oraz zmniejszono z 71,5 mm do 66 mm skok tłoka. Do napędu Łady 2101 przewidziano silnik benzynowy o pojemności 1,2 dm³ i mocy 58 KM.
W 1974 roku model ten przeszedł niewielką modernizację nadwozia, w wyniku której zmieniono zderzaki (pozbawione kłów), wprowadzono wywietrzniki na słupkach „C”, dodano lampę cofania. Wraz z tą modernizacją wprowadzono do oferty silnik 1,3 dm³ o mocy 64 KM (model z nowym silnikiem oznaczono jako 21011). W Rosji nazywany był początkowo „jediniczka” (jedyneczka), a od lat 80., wraz ze zmniejszeniem prestiżu samochodu, „kopiejka”. W 1984 roku zaniechano eksportu modelu, a produkcja zaczęła szybko spadać – w ostatnich latach produkcji Kopiejka stanowiła już tylko niewielki procent samochodów produkowanych w Togliatti, mimo to w 1987 roku z ilością 22,300 sprzedanych sztuk nadal była na 8 miejscu pod względem sprzedanych egzemplarzy w ZSRR. Ostatnie 1500 egzemplarzy Łady 2101 zjechało z linii produkcyjnej w 1988 roku. Model razem ze swymi potomkami w linii prostej okazał się niemal najbardziej popularnym modelem na świecie: w ciągu czterdziestu lat w Związku Radzieckim i w Rosji sprzedano ponad 20 milionów tych samochodów. Pod względem masowości „kopiejkę” wyprzedził jedynie Volkswagen Garbus. Samego modelu 2101 i jego wersji silnikowych wyprodukowano 4,85 miliona.
VAZ-2101 zajmuje szczególne miejsce w historii motoryzacji jako pionierski pojazd, który przyczynił się do motoryzacji ludności sowieckiej. Jego prosty, ale solidny design, w połączeniu z łatwością konserwacji, uczynił go popularnym wyborem wielu kierowców przez lata produkcji.

## Wersje modelu 2101
- 2101 – Pierwsza wersja tego modelu wyposażona w silnik 1,2 dm³ (1970-1983)[2]
- 21011 – Odmiana po modernizacji z 1974 roku wyposażona w silnik 1,3 dm³, z ulepszonym wnętrzem i niewielkimi zmianami nadwozia (1974-1982)
- 21012 – Odmiana eksportowa modelu 2101 z kierownicą po prawej stronie[2]
- 21013 – Odmiana jak model 21011, lecz z oryginalnym silnikiem 1,2 dm³ (prod. do 1988)[2]
- 21014 – Odmiana eksportowa modelu 21011 z kierownicą po prawej stronie[2]
- 21015 – „Karat” – odmiana dla służb bezpieczeństwa. Modyfikacja obejmowała: silnik (z modelu 2106), dodatkowy zbiornik paliwa, sprężyny tylnego zawieszenia z modelu 2102, punkty instalowania specjalnego sprzętu[4]
- 21016 – Małoseryjna odmiana z nadwoziem modelu 2101 i silnikiem 1,3 dm³[2]
- 21018 – Wersja wyposażona w jednocylindrowy silnik Wankla o pojemności 1,2 dm³ i mocy 70 KM
- 21019 – Wersja wyposażona w dwucylindrowy silnik Wankla o pojemności 1,3 dm³ i mocy 120 KM
- 2101-94 – Specjalna wersja przeznaczona dla radzieckiej Milicji wyposażona w silnik 1,5 dm³ o mocy 71 KM z modelu Łada 2103
- 2102 – pochodna odmiana kombi
- 2103 – pochodna odmiana „luksusowa”